# Oscilador Tesla

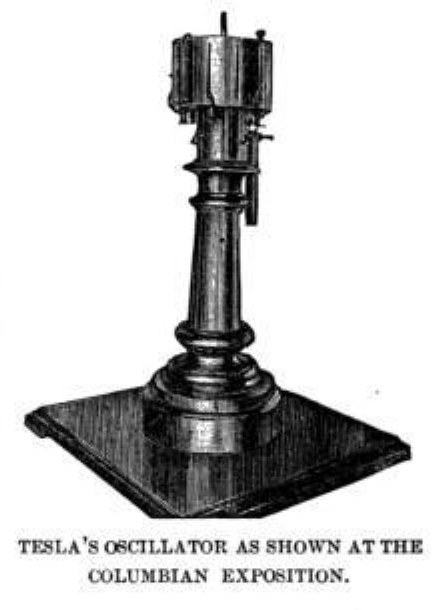
Un oscilador que figuraba entre el material que Tesla demostró en la Exposición Mundial Colombina de Chicago (1893)

El oscilador electromecánico de Tesla es un generador eléctrico impulsado por vapor patentado por Nikola Tesla en 1893. Años después, Tesla afirmó que una versión del oscilador causó un terremoto en Nueva York en 1898, ganándose el título en la cultura popular de la máquina de terremotos de Tesla.

## Descripción
El oscilador de Tesla es un generador de electricidad alternativo. El vapor se forzaría a pasar por el oscilador y saldría por una serie de puertas, empujando un pistón hacia arriba y hacia abajo que estaba unido a una armadura, haciendo que vibrase hacia arriba y hacia abajo a gran velocidad, produciendo electricidad. La carcasa era necesariamente muy resistente, ya que las temperaturas debidas al calentamiento por la presión en la cámara superior excedían los 200 grados y la presión alcanzaba los 28 kg/cm². Algunas versiones utilizaban el aire atrapado detrás del pistón como un "muelle de aire", aumentando su eficiencia. Otra variante utilizaba electroimanes para controlar la frecuencia de la oscilación del pistón.
Tesla desarrolló muchas versiones del oscilador y lo consideró como un posible reemplazo para los ineficientes motores de vapor alternativos utilizados para activar generadores, pero fue reemplazado por el desarrollo de la turbina de vapor, mucho más efectiva. También usó la oscilación sintonizable altamente regular del dispositivo para establecer la frecuencia en sus experimentos de transmisión eléctrica e inalámbrica de alta frecuencia. Así mismo, se afirma que tenía un efecto fisiológico en las personas sometidas a sus vibraciones, ya que actuaba como un laxante, provocando el tránsito intestinal de forma casi inmediata.

## Presunta máquina generadora de terremotos
En 1935, en su reunión anual para celebrar su cumpleaños con la prensa, Tesla, de 79 años, relató una historia en la que afirmaba que una versión de su oscilador mecánico causaba vibraciones extremas en las estructuras, y que incluso generó un terremoto en el centro de la ciudad de Nueva York. El periodista John J. O'Neill incluyó en la biografía de Nikola Tesla una versión de esta historia (cuya fecha no consta).
Una versión de la historia tiene a Tesla experimentando con una pequeña versión de su oscilador mecánico en su laboratorio en 46 East Calle Houston (Manhattan) cerca del vecindario del SoHo (Nueva York). Tesla comentó que el oscilador tenía una longitud de unos 18 cm y pesaba entre 500 gramos y un kilogramo; algo que "podrías poner en el bolsillo de tu abrigo". En un momento dado, mientras experimentaba con el oscilador, afirmó que generó una resonancia en varios edificios causando quejas a la policía. A medida que creció la velocidad, dijo que la máquina oscilaba en la frecuencia de resonancia de su propio edificio y, dándose cuenta del peligro, se vio obligado a usar un martillo para finalizar el experimento, justo cuando llegaba la policía. Otras versiones presentan a Tesla destrozando el dispositivo antes de que llegue la policía, y que tenía modelos de la máquina de varias toneladas de peso funcionando en el sótano. Otra versión muestra a Tesla sujetando un oscilador a un edificio en construcción y haciendo que vibre tan violentamente que los trabajadores siderúrgicos que trabajaban en él dejaron el edificio dominados por el pánico.
En la fiesta de 1935, Tesla también afirmó que el oscilador mecánico podría destruir el Empire State Building con "cinco libras de presión de aire" si estaba sujeto a una viga y que esperaba ganar 100 millones de dólares gracias al oscilador en dos años.

### Cazadores de mitos
El oscilador/"máquina de terremotos" se analizó en 2006 en el programa de televisión MythBusters, en el que se fabricó un dispositivo que funcionara con electricidad en lugar de con vapor. Produjo vibraciones que se podían sentir a cientos de metros de distancia, pero ningún terremoto sacudió el puente "moderno" al que se unían. Concluyeron que la afirmación de que el aparato producía terremotos era falsa.